# EMUI
EMUI是由華為開發的Android裝置固件，正式名称为华为终端智能设备人机交互通信软件，EMUI原名Emotion UI，2014年9月4日，华为在IFA发布会上宣布，Emotion UI正式更名为EMUI。
2021年6月2日，华为正式发布Harmony OS鸿蒙操作系统。
2021年8月27日，华为国际版官网上线EMUI 12系统的宣传介绍。

## 历史
2012年7月30日，华为在北京后海5号举行华为Emotion UI发布会，宣布Emotion UI正式发布。发布会后第二天，官网当时没有开放下载ROM包，仍仅允许此前申请内测的用户进行下载，支持的机型也仅限华为Ascend P1。2014年9月4日，华为在IFA发布会上宣布，Emotion UI正式更名为EMUI。
2015年4月15日，华为在英国伦敦召开P8发布会，宣布推出EMUI 3.1系统，新增情景智能、大导演、单手模式、流光快门、魅我、语音唤醒、指关节截屏等特色功能。同年三季度，华为又推出了EMUI 4.0。2016年12月29日起，EMUI 5.0发布并开放升级，升级后的系统在系统流畅度、界面设计等方面都有所提升，90%的常用操作可以在3步以内完成，同时具备智能自学能力。据华为称，该系统可连续使用18个月不卡顿。2017年3月24日，EMUI5.1随华为P10发布。EMUI 5.1的灵感取自希腊的爱琴海诸岛。
2017年9月4日，华为官方宣布，称“为了给用户提供统一、便捷的升级服务，提高升级满意度”，自2017年9月7日起，EMUI官网关闭软件包下载页面，不再单独提供官方SD卡软件包下载服务，统一改为OTA升级。不过，在EMUI官网上，软件包下载页所提供的软件包均为适用于2015年及之前发表的机型，2016年起发布的新机型只能通过OTA升级。
2018年5月24日，华为在其EMUI官网中发布公告中称，为了更好的保护消费者的体验，避免刷机后引入的一系列问题，决定对所有2018年5月24日后新上市产品停止解锁码服务，已经上市产品自公告发布之日起60天后停止解锁码服务。此舉意味著此后华为手机将無法通过官方渠道申请解锁BootLoader的解锁码。不過2019年9月發布的mate 30系列受制於美國對華為制裁無法預安裝Google系列應用，一度有消息指華為允許Mate30系列解鎖BootLoader，然而華為方面否認了這一說法。
2021年支援EMUI 11的手機已達37款，可以預期這些手機今年起會陸續過渡到鴻蒙系統，華為亦會推出預載鴻蒙的全新手機。
EMUI 14提供microG及GBox两款应用，安裝後登入Google帳戶即可支援Google系列應用。

## 支援設備
目前，所有在2012年7月30日起发布的华为手机和平板电脑，以及2018年底之前荣耀手机均已预装EMUI。
从2018年底，荣耀手机开始统一改为预装Magic UI 2.0。与Magic UI 1.0不同的是，2.0仅仅为EMUI 9.0的改名版本，而并非Magic UI 1.0的独立开发UI系统。

## 歷史版本
| 韌體版本              | 系統版本                                      | 最新版本 | 发布日期       |
| --------------------- | --------------------------------------------- | -------- | -------------- |
| Emotion UI 1.x        | Android 2.3 Gingerbread-4.3 Jellybean         | 1.6      | 2012年7月30日  |
| Emotion UI 2.x        | Android 4.2 Jellybean-4.4 Kitkat              | 2.3      | 2013年12月     |
| EMUI 3.x              | Android 4.4 Kitkat-5.1 Lollipop               | 3.1      | 2014年9月4日   |
| EMUI 4.x              | Android 6.0 Mashmellow                        | 4.1      | 2015年11月     |
| EMUI 5.x              | Android 7.0 Nougat                            | 5.1      | 2017年3月24日  |
| EMUI 8.x              | Android 8.0-8.1 Oreo                          | 8.2      | 2017年10月16日 |
| EMUI 9.x MagicUI 2.x  | Android 9 Pie                                 | 9.1      | 2018年10月26日 |
| EMUI 10.x MagicUI 3.x | Android 10                                    | 10.1     | 2020年3月26日  |
| EMUI 11.x MagicUI 4.x | Android 10 (10.x) for MagicUI 4.2             | 11       | 2020年9月10日  |
| EMUI 12.x MagicUI 5.x | 适配HarmonyOS 2.0 兼容AOSP (Android 10 or 11) | 12       | 2021年8月27日  |
| EMUI 13.x             | 适配HarmonyOS 3.0/3.1 兼容AOSP (Android 12)   | 13.1     | 2022年10月21日 |
| EMUI 14.2             | 适配HarmonyOS 4.0 兼容AOSP (Android 12)       | 14       | 2024年4月24日  |
| EMUI 15               | 适配HarmonyOS 4.3 兼容AOSP (Android 12)       | 15       | 2024年12月13日 |